# Černý trojúhelník (odznak)

Obrácený černý trojúhelník používaný jako odznak či nášivka

Obrácený černý trojúhelník (německy schwarzes Dreieck) byl identifikační symbol v podobě odznaku, resp. nášivky používaný v nacistických koncentračních táborech k označení vězňů zařazených do skupin asozial („asociální“) nebo arbeitsscheu („nepracující“). Za asociální byli považováni také Romové a Sintové, takže i oni byli označováni černým trojúhelníkem. Vězeňská skupina zahrnovala i alkoholiky, žebráky, bezdomovce, lesbické ženy, kočovníky, prostitutky a ty, kteří porušili zákonný zákaz sexuálních vztahů mezi Árijci a Židy. Mezi ženy považované za asociální patřily také nonkonformistky.

## Použití

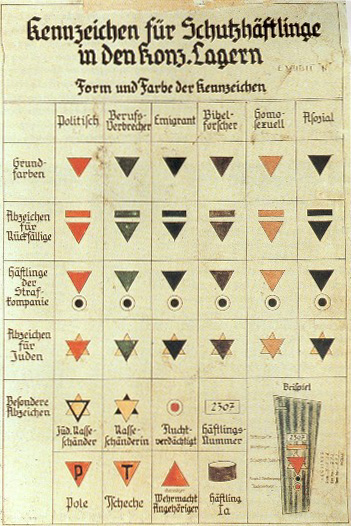
Černý trojúhelník v kontextu systému označování vězňů v nacistických koncentračních táborech

### Nacismus
Symbol pochází z nacistického Německa, kde každý vězeň koncentračního tábora musel nosit na vězeňském oděvu odznak, jehož tvar a barva jej přidělovaly do skupiny podle důvodu internace. Do této skupiny spadali jak bezdomovci, tak i alkoholici, lidé vyhýbající se práci, osoby vyhýbající se vojenským odvodům, pacifisté, Romové a Sintové a další.

#### Romové
Romové nejprve nosili černý trojúhelník s písmenem Z (značícím Zigeuner, německy cikán) zapsaným napravo od vrcholu trojúhelníku. Romským mužům byl později – v roce 1942 – přidělen hnědý trojúhelník. Romské ženy však nadále spadaly mezi asociály, protože byly stereotypně považovány za drobné zločince (prostitutky, únoskyně či věštkyně).

### Lesby

Jedna z verzí lesbické vlajky hrdosti, obsahující labrys na černém trojúhelníku

Podobně jako růžový trojúhelník, v nacistickém Německu používaný pro homosexuální muže, byl později přejat jako jeden ze symbolů gay (resp. homosexuálního) hnutí, také černý trojúhelník přijaly za svůj některé aktivistické skupiny lesbických žen, aby se vymezily vůči mužské části hnutí a zviditelnily vlastní příslušnost nebo historický odkaz vůči specifickému útlaku a osudu lesbických žen.

### Osoby se zdravotním postižením
Symbol zahrnuly do svých kampaní na přelomu nultých a desátých let 21. století některé britské skupiny zabývající se právy lidí se zdravotním postižením. Tyto skupiny uváděly jako důvody svých kampaní mediální zpravodajství a vládní politiku zahrnující změny dávek v pracovní neschopnosti a příspěvků na živobytí pro osoby se zdravotním postižením. Vytvořily „Seznam černých trojúhelníků“ zaznamenávající úmrtí, která souvisela se škrty ministerstva práce a důchodů v sociálních dávkách.